# Córdoba, Fortín
Córdoba är en ort i Mexiko.   Den ligger i kommunen Fortín och delstaten Veracruz, i den sydöstra delen av landet, 230 km öster om huvudstaden Mexico City. Córdoba ligger 1 010 meter över havet och antalet invånare är 11 720.
Terrängen runt Córdoba är huvudsakligen kuperad, men den allra närmaste omgivningen är platt. Runt Córdoba är det tätbefolkat, med 550 invånare per kvadratkilometer. Närmaste större samhälle är Córdoba, 6,2 km öster om Córdoba. Trakten runt Córdoba består till största delen av jordbruksmark.